# Dicranota angustistyla
Dicranota angustistyla är en tvåvingeart som beskrevs av Alexander 1940. Dicranota angustistyla ingår i släktet Dicranota och familjen hårögonharkrankar. Inga underarter finns listade i Catalogue of Life.